# Spektroskopia fourierowska
Spektroskopia fourierowska – technika pomiarowa, w której widma nie obserwuje się bezpośrednio, tylko otrzymuje je poprzez dokonanie transformaty Fouriera sygnału mierzonego w funkcji czasu.
Istnieją różne metody spektroskopii fourierowskiej. W jednej z nich mierzy się tzw. autokorelację pierwszego rzędu, czyli funkcję natężenia pola elektrycznego {\displaystyle E(t)} postaci
{\displaystyle \Gamma (\tau )=\lim _{T\to \infty }{\frac {1}{T}}\int \limits _{-T}^{T}E(t+\tau )E^{*}(t)dt,}
gdzie {\displaystyle \tau } jest przesunięciem w czasie pomiędzy dwoma egzemplarzami promieniowania, a gwiazdka oznacza sprzężenie zespolone. Z twierdzenia Wienera-Chinczyna wynika, że spektralna gęstość energii, zdefiniowana jako transformata Fouriera natężenia promieniowania, jest transformatą Fouriera autokorelacji pierwszego rzędu:
{\displaystyle G(\nu )=\int \limits _{-\infty }^{\infty }\Gamma (\tau )e^{i2\pi \nu \tau }d\tau .}
Do pomiarów wykorzystuje się zwykle interferometr Michelsona z ruchomym ramieniem, którego przesunięcie o x odpowiada zmianie opóźnienia o 2x/c. Mierzony w ten sposób sygnał opisany jest wzorem
{\displaystyle I(t,\tau )=|E(t)+E(t+\tau )|^{2},}
więc całkując go po czasie otrzymujemy sygnał zależny od {\displaystyle \tau ,} równy
{\displaystyle I(\tau )=2(\Gamma (0)+\Gamma (\tau )),}
gdzie {\displaystyle \Gamma (0)} jest po prostu natężeniem promieniowania w pojedynczym ramieniu, które możemy oddzielnie zmierzyć i odjąć.
W opisanej metodzie rozdzielczość jest zwykle większa niż w tradycyjnych spektrometrach pryzmatycznych i siatkowych. Największą trudnością jest precyzyjny pomiar przesunięcia lustra. W tym celu wykorzystuje się zwykle drugi interferometr Michelsona korzystający z tego samego ruchomego lustra i światło o znanej długości fali, które interferuje samo ze sobą podobnie jak światło, które badamy.